# Herb Wolsztyna
Herb Wolsztyna – jeden z symboli miasta Wolsztyn i gminy Wolsztyn w postaci herbu.

## Wygląd i symbolika
Herb przedstawia w błękitnej tarczy herbowej postać Madonny w błękitnej sukni i czerwonym płaszczu, ze złotą koroną na głowie i srebrną aureolą wokół głowy. Stoi ona na srebrnym półksiężycu, otoczona owalną płomienistą złotą mandorlą. W prawej ręce trzyma srebrne berło, lewą podtrzymuje Dzieciątko Jezus, trzymające w lewej ręce jabłko królewskie, ze srebrną aureolą wokół głowy.

## Historia
Najstarsze znane przedstawienie herbu Wolsztyna pochodzi z XVI wieku i zawiera niemal identyczne elementy, brak jedynie mandorli. Pojawiła się ona na pieczęci z 1637, jednakże kolejna pieczęć, z 1707, znów jej nie zawierała. Ostateczny kształt herbu, używanego do dziś, ustalił się w XIX wieku.
Jednocześnie pozostaje w mocy Zarządzenie Ministra Spraw Wewnętrznych z dnia 26 czerwca 1936 w sprawie zatwierdzenia herbu miasta Wolsztyna.